# Фенилбутазон
Фенилбутазо́н — лекарственное средство, нестероидный противовоспалительный препарат из группы бутилпиразолидонов. Оказывает противовоспалительное, жаропонижающее и болеутоляющее действие. Особенно эффективен при лечении болезни Бехтерева. Также эффективен при ревматоидном артрите и синдроме Рейтера. Хотя фенилбутазон также эффективен при подагрическом артрите, соотношение риск/польза указывает на то, что этот препарат не должен использоваться при лечении этого заболевания. Близким по химической структуре является препарат трибузон.
Ототоксичен (может ухудшать слух).